# Чабра
Чабра (алб. Çabër) је насеље у општини Зубин Поток на Косову и Метохији. Ово је једино село са албанском етничком већином у општини Зубин Поток, и прво албанско село у долини Ибра. Површина катастарске општине Чабра на којој се налази атар насеља износи 744 ha. Налази се на левој обали Ибра на крајњим обронцима планине Рогозне, на магистралном путу Рибариће-Косовска Митровица. Суседна села су Зупче, Прелез и Јагњеница из општине Зубин Поток и Горње Винарце и Видомирић из општине Косовска Митровица. Историјски и географски село не припада Ибарском Колашину, већ је одувек упућено на Косовску Митровицу. Посебно је било помињано у вези немира на Косову 17. марта 2004. године када су за утапање деце албанске националности оптужени Срби из суседног села Зупче, што је довело до великих немира на Косову и Метохији. Број Срба у насељу је био занемарљив (мање од 10), парадокс је да је на попису становништва 1991. године у селу пописан само један становник и то Србин па се може стећи погрешан утисак да је село имало српску етничку већину. Током сукоба на Косову 1999. године село је потпуно било уништено, све куће су биле уништене. Данас је ситуација много боља, али се део становништва није вратио у село, па има мањи број становника него пре девастирања села. Локално срппско становништво Ибарског Колашина не користи више магистрални пут који пролази кроз село, већ саобраћају новоизграђеним саобраћајним правцем преко планине, који заобилази албанска села. У периоду 1952—1955. године насеље је било седиште Општине Чабра у саставу Звечанског среза за следећа насељена места: Доње Вараге, Горње Винарце, Горњи Стрмац, Зупче, Јагњеница, Кошутово, Прелез, Рујиште и Чабра. Ова општина је у време постојања имала српску етничку већину. Укидањем општине њена територија је ушла у састав данашњих општина Зубин Поток и Косовска Митровица.

## Демографија
- попис становништва 1948. године: 450
- попис становништва 1953. године: 520
- попис становништва 1961. године: 536
- попис становништва 1971. године: 650
- попис становништва 1981. године: 775
- попис становништва 1991. године: 1187 (званична процена) /1 (пописано) (албанско становништво бојкотовало је попис)